# Гуайдо, Хуан
Хуа́н Хера́рдо Гуайдо́ Ма́ркес (исп. Juan Gerardo Guaidó Márquez; род. 28 июля 1983, Ла-Гуайра, Венесуэла) — венесуэльский государственный деятель, политик. 5 января 2019 года стал председателем Национальной ассамблеи Венесуэлы; с 5 января 2020 года по 5 января 2023 года должность оспаривалась между Гуайдо и Луисом Паррой. С 5 января 2020 года по 5 января 2023 года возглавлял непризнанное большинством стран временное правительство Венесуэлы, под контролем которого находились здания дипломатических миссий в США.
Член партии «Народная воля», федеральный депутат от штата Варгас (с 2016).

## Биография
Родители Хуана, одного из восьми детей, представители среднего класса: отец — пилот авиакомпании, мать — учительница. Один дед был сержантом Национальной гвардии Венесуэлы, другой — капитаном Военно-морского флота Венесуэлы.
В 2000 году Гуайдо окончил среднюю школу, в 2007 году получил диплом промышленного инженера в Католическом университете Андреса Белло. Потом учился в Университете Джорджа Вашингтона.
На политические взгляды Гуайдо повлияло, по словам его коллег, стихийное бедствие в штате Варгас, в результате которого его семья временно осталась без крова: тогдашнее правительство Уго Чавеса дало неэффективный ответ на катастрофу.

### Начало политической деятельности
Гуайдо принимал участие в студенческом политическом движении. Вместе с другими политическими деятелями он стал основателем партии «Народная воля» в 2009 году.
На парламентских выборах в 2010 году Гуайдо был избран резервным федеральным депутатом (резервный депутат занимает место в парламенте в случае смерти или отставки коллеги), в 2015 году на парламентских выборах был избран в Национальное собрание.
5 января 2019 года избран спикером парламента Венесуэлы.

### Участие в политическом кризисе 2019 года
11 января 2019 года Гуайдо заявил, что конституция позволяет ему исполнять полномочия главы государства.
13 января 2019 года Гуайдо был задержан сотрудниками венесуэльской спецслужбы СЕБИН, но вскоре отпущен.
23 января на митинге объявил себя исполняющим обязанности президента Венесуэлы и принял присягу. Через несколько часов США в лице Президента Дональда Трампа признали его главой государства. Всего более 50 стран мира признали Хуана Гуайдо законным лидером Венесуэлы.

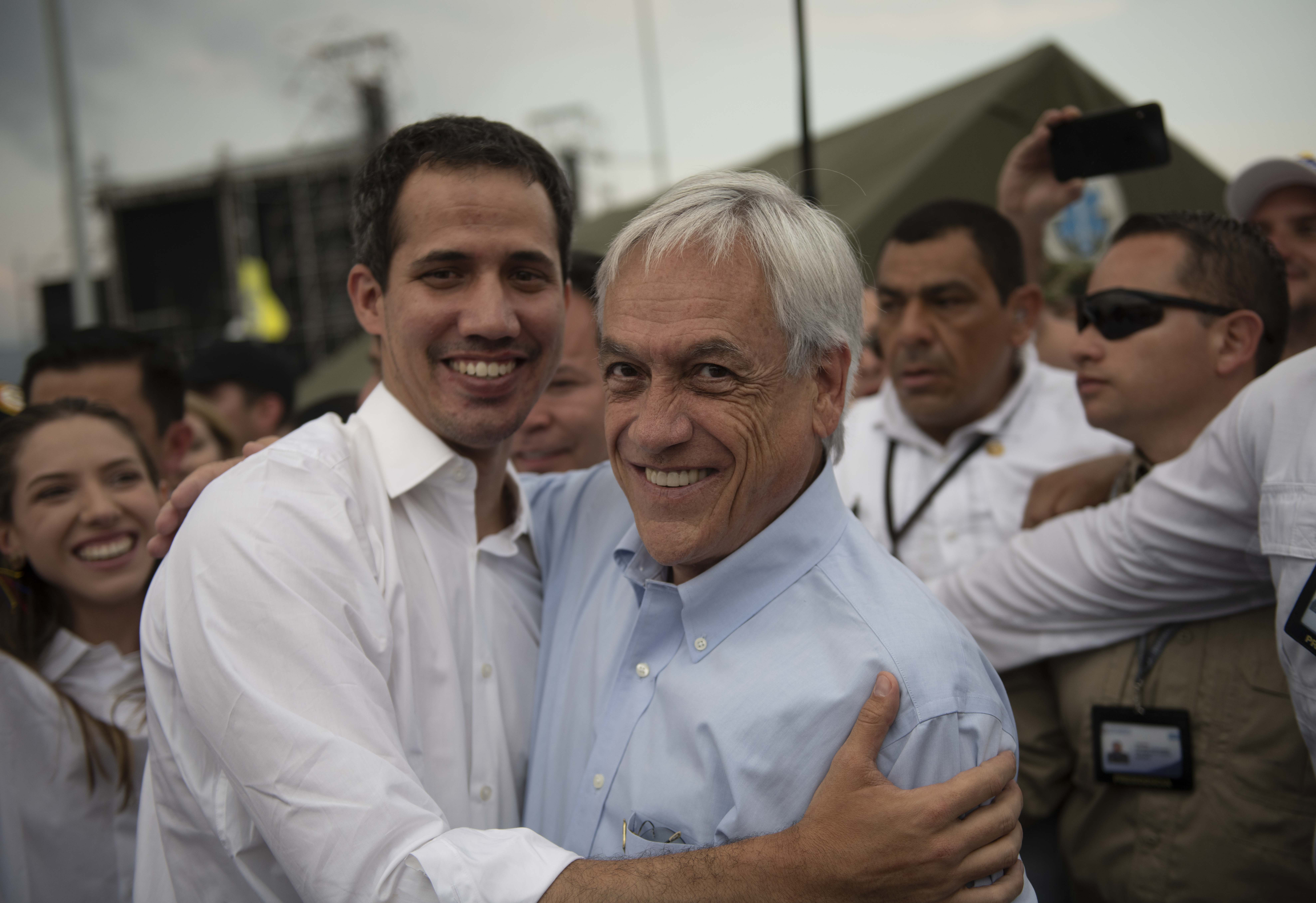
Хуан Гуайдо и С. Пиньера в Колумбии. 22 февраля 2019

Верховный суд Венесуэлы запретил Х. Гуайдо покидать страну и заморозил активы. Несмотря на запрет, Гуайдо покинул страну, совершил турне по странам Латинской Америки, признавшим его главой государства (Аргентину, Бразилию, Колумбию, Эквадор и Парагвай) и затем вернулся в Венесуэлу. В начале апреля 2019 года Национальное учредительное собрание Венесуэлы, согласно решению Верховного суда Венесуэлы лишило Гуайдо депутатской неприкосновенности. В США в 2019 году несколько дипломатических миссий Венесуэлы в 2019 году признали правительство Гуайдо и перешли под контроль его представителей.
В сентябре 2019 года Генеральная прокуратура Венесуэлы возбудила уголовное дело в отношении Гуайдо. Он и еще двое политиков подозреваются в проведении незаконных переговоров об отказе от исторических притязаний Венесуэлы на территорию Эссекибо в пользу Гайаны в обмен на политическую поддержку Великобританией статуса и. о. президента. 26 марта 2020 г. Генеральная прокуратура Венесуэлы начала расследование в отношении Гуайдо по обвинению в попытке государственного переворота.
В марте 2021 года власти Венесуэлы начали уголовное расследование против Гуайдо по обвинению в хищении средств государства, предназначенных для борьбы с распространением коронавируса.
14 сентября 2021 года Генеральная прокуратура Венесуэлы начала расследование в отношении Хуана Гуайдо по делу об установлении контроля над компанией «Monomeros» — колумбийского дочернего предприятия государственной химической компании Pequiven («Петрокимика де Венесуэла»). Ему инкриминируется «злоупотребление полномочиями, государственная измена, преступный сговор, хищение активов и участие в преступном сообществе».
30 декабря 2022 года в альтернативном государственному оппозиционном «законодательном собрании» за роспуск «временного правительства» Хуана Гуайдо проголосовали 72 из 104 представителей. В связи с этим решением посольство Венесуэлы в США, контролируемое сторонниками Гуайдо, с 5 января 2023 года прекратило свою работу.
В октябре 2023 года Генеральная прокуратура Венесуэлы выдала ордер на арест Гуайдо за растрату государственных средств, а также преступления, связанные с госизменой, захватом власти, нецелевым использованием госсредств и отмыванием денег.

## Личная жизнь
Женат на Фабиане Росалес. В браке родились две дочери.